# Husband Kimmel
Husband Edward Kimmel (26. februar 1882–14. maj 1968) var en amerikansk søofficer og admiral i US Navy. Han er mest kendt for at være chef for US Navys stillehavsflåde da japanerne angreb Pearl Harbor i 1941.
Husband E. Kimmel blev født i Henderson, Kentucky og blev uddannet fra U.S. Naval Academy i 1904. Før han blev stabsofficer, gjorde han tjeneste på flere slagskibe og var chef for to destroyerdivisioner, en destroyereskadre og slagskibet USS New York (BB-34). Han havde også flere vigtige stillinger som stabsofficer og i marinedepartementet og gennemførte marinens stabsskole.
Efter at være blevet udnævnt til kontreadmiral i 1937 blev han udnævnt til chef for den syvende krydserdivision, efter et togt til Sydamerika blev han så i 1939 chef for krydserne i slagstyrken. I februar 1941 blev han chef for US Navys stillehavsflåde, med midlertidig rang som admiral. Præsident Roosevelt flyttede hovedkvarteret fra San Diego til den fremskudte base på Pearl Harbor, hvor Kimmel ledede flåden i omfattende øvelser før udbruddet af Stillehavskrigen.
Sammen med hærchefen på Hawaii, generalløjtnant Walter Short blev admiral Kimmel gjort til syndebuk for USA's manglende beredskab før angrebet på Pearl Harbor og deres karrierer blev ødelagt. Kimmel blev løst fra sin stilling som chef for stillehavsflåden allerede i midten af december 1941 og han gik tilbage til sin gamle grad som kontreadmiral. 
Kontreadmiral Kimmel døde i Groton, Connecticut den 14. maj 1968. 
Den 25. maj 1999 vedtog USA's senat en resolution som frikendte Kimmel og Short.